# Sarcey (Rodano)
Sarcey è un comune francese di 911 abitanti situato nel dipartimento del Rodano della regione Alvernia-Rodano-Alpi.

## Società

### Evoluzione demografica
Abitanti censiti